# El pecador
Pour plus de détails, voir Fiche technique et Distribution.
El pecador est un film policier musical mexicain réalisé par Rafael Baledón et sorti en 1965.
Il s'agit du dernier film où joue l'actrice Pina Pellicer, qui est décédée inopinément un an avant la sortie du film.

## Synopsis
Mario est un professeur d'université à l'UNAM, connu pour son éthique et son professionnalisme irréprochables. Il est également veuf et père d'une fille, Irma. Sa jeune étudiante Lidia le drague régulièrement, ce que Mario prend avec indifférence. Lors d'une fête d'anniversaire surprise que sa fille organise pour lui avec l'aide de ses camarades de classe et de son petit ami Bruno, il finit par se saouler et se rend directement dans un cabaret, où il tombe amoureux d'une prostituée nommée Olga. Celle-ci entretient une « relation toxique » avec son proxénète et dealer, César Domínguez. Par ailleurs, son amie Sonia, également prostituée, a un petit ami, Victor. Il est prêt à l'épouser, mais Sonia lui ment en lui disant qu'elle est infirmière pour qu'il ne découvre pas sa profession et la quitte. Les deux femmes développent une histoire d'amour avec leurs amants respectifs, tout en essayant de sortir de la prostitution et de la criminalité.

## Fiche technique
- Titre original mexicain : El pecador[1]
- Réalisation : Rafael Baledón
- Scénario : José María Fernández Unsáin (es)
- Photographie : Raúl Martínez Solares (es)
- Montage : Carlos Savage
- Musique : Sergio Guerrero
- Effets spéciaux : Antonio Muñoz Ravelo
- Décors : Salvador Lozano Mena
- Maquillage : María del Castillo
- Production : Jesús Sotomayor Martínez
- Société de production : Producciones Sotomayor
- Pays de production :  Mexique
- Langue originale : espagnol
- Format : Noir et blanc - Son mono - 35 mm
- Genre : Film policier musical
- Durée : 95 minutes
- Date de sortie : 
  - Mexique : 1er juillet 1965

## Distribution
- Arturo de Córdova : Mario
- Marga López : Olga
- Joaquín Cordero : César Domínguez
- Pina Pellicer : Irma
- Javier Solís : Víctor
- Ramón Valdés : Juan le serveur
- Kitty de Hoyos : Sonia
- Julissa : Lidia
- Marco Antonio Muñiz : Bruno
- Maura Monti : la maîtresse blonde de César (non créditée)